# Landschaftsschutzgebiet Talraum des Salmensiepen südlich Remblinghausen

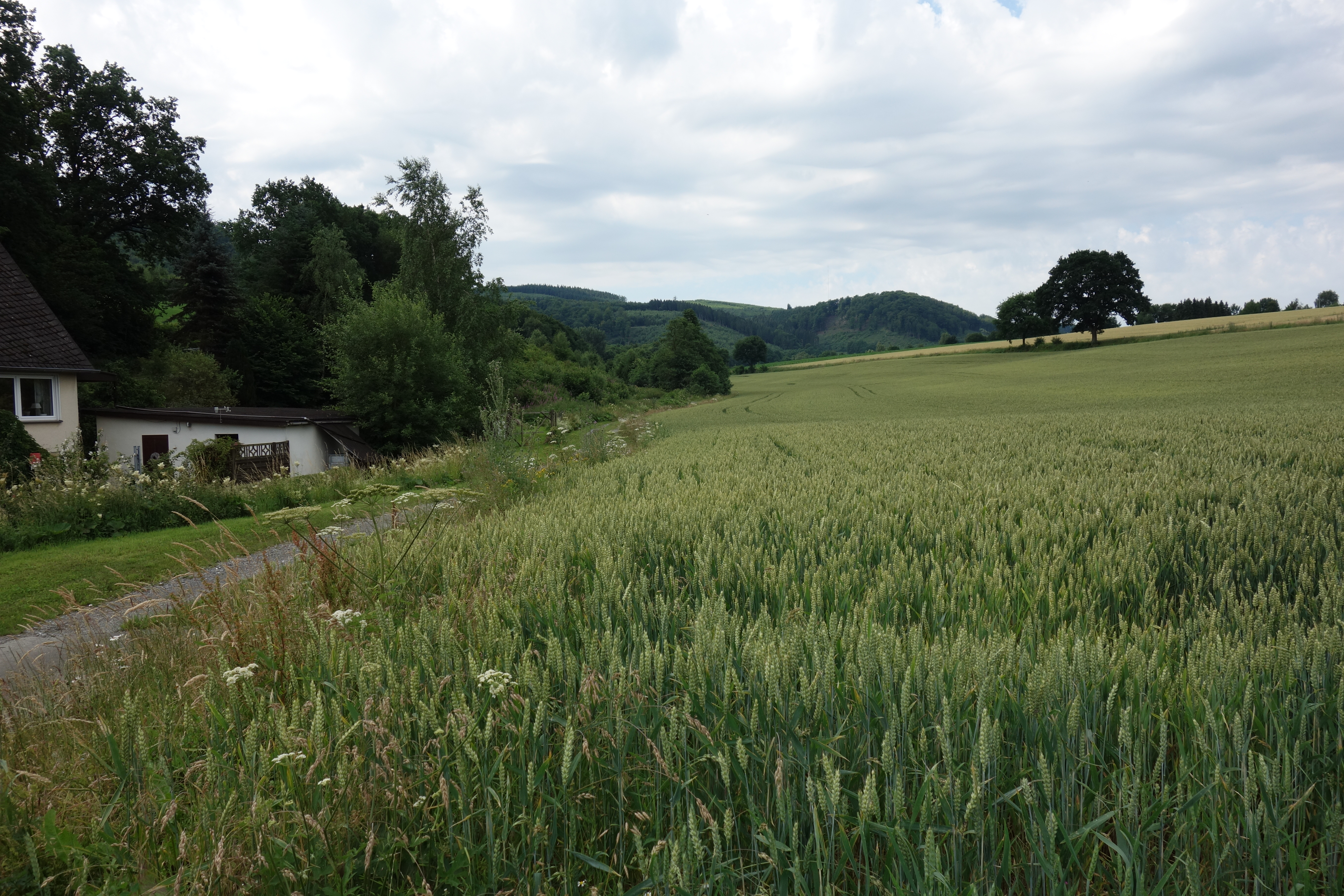
Landschaftsschutzgebiet Talraum des Salmensiepen südlich Remblinghausen von der Straße aus gesehen

Das Landschaftsschutzgebiet Talraum des Salmensiepen südlich Remblinghausen mit 10,3 ha lag im Stadtgebiet von Meschede und im Hochsauerlandkreis. Das Gebiet wurde 1994 mit dem Landschaftsplan Meschede durch den Kreistag des Hochsauerlandkreises als Landschaftsschutzgebiet (LSG) ausgewiesen und war eines von 102 Landschaftsschutzgebieten in der Stadt Meschede. In der Stadt gab es ein Landschaftsschutzgebiet vom Typ A, 51 Landschaftsschutzgebiete vom Typ B und 50 Landschaftsschutzgebiete vom Typ C. Das Landschaftsschutzgebiet Talraum des Salmensiepen südlich Remblinghausen wurde als Landschaftsplangebiet vom Typ C, Wiesentäler, ausgewiesen und lag im Naturpark Sauerland-Rothaargebirge. Seit 2020 gehört das Gebiet zum Landschaftsschutzgebiet Oberes Hennetalsystem.

## Beschreibung
Das LSG lag südöstlich von Remblinghausen. Im LSG befanden sich das Salmensiepen mit Grünland in der Flussaue. Das LSG grenzte im Norden an die L 740.

## Schutzvorschriften
Wie in den anderen Landschaftsschutzgebieten vom Typ C im Landschaftsplangebiet Meschede bestand in diesem LSG ein Umwandlungsverbot von Grünland und Grünlandbrachen in Acker oder andere Nutzungsformen. Eine Erstaufforstung und eine Anlage von Weihnachtsbaumkulturen war verboten. Eine maximal zweijährige Ackernutzung innerhalb von zwölf Jahren war erlaubt, falls damit die Erneuerung der Grasnarbe vorbereitet wird. Dies galt als erweiterter Pflegeumbruch. Beim erweiterten Pflegeumbruch musste ein Mindestabstand von fünf Metern vom Mittelwasserbett eingehalten werden.

## Schutzzweck
Die Ausweisung erfolgte zur Ergänzung der Naturschutzgebiets-Ausweisung von Meschede um ein Offenlandbiotop-Verbundsystem zu schaffen, damit Tiere und Pflanzen Wanderungs- und Ausbreitungsmöglichkeiten behalten, und dem Erhalt der Vorkommen geschützter Vogelarten sowie dem Schutz artenreicher Pflanzengesellschaften.